# Dendrobium zamboangense
Dendrobium zamboangense är en orkidéart som beskrevs av Oakes Ames. Dendrobium zamboangense ingår i släktet Dendrobium och familjen orkidéer. Inga underarter finns listade i Catalogue of Life.